# Óscar Horta
Óscar Horta Álvarez (Vigo, 7 de mayo de 1974) es un filósofo español, activista «antiespecista», destacado en el campo de la ética animal. Miembro fundador de la Fundación Ética Animal, se desempeña como profesor en el Departamento de Filosofía y Antropología de la Universidad de Santiago de Compostela (USC).

## Trayectoria

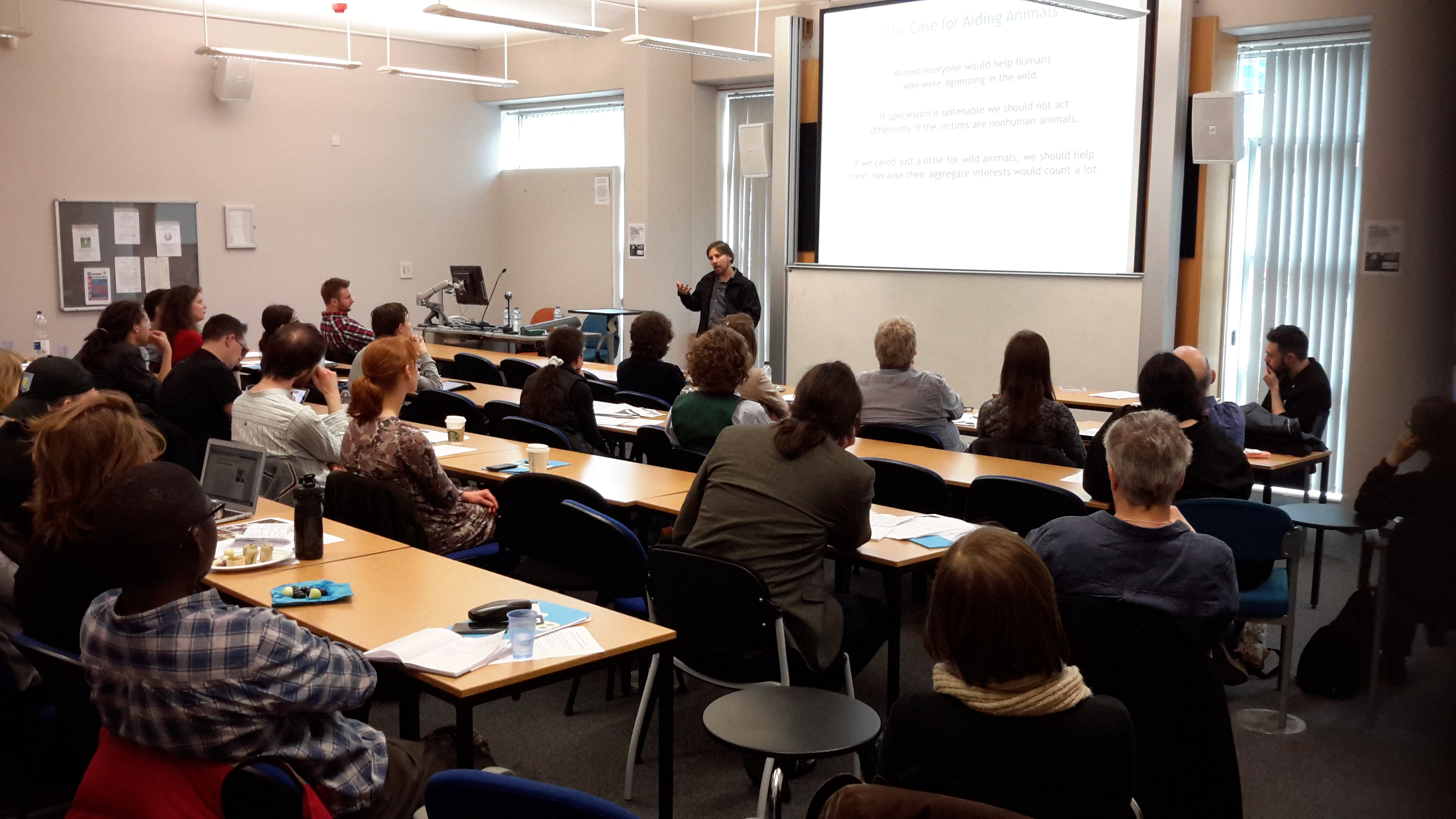
Oscar Horta presentando sobre la intervención en la naturaleza en Ética y / o Política: abordando los problemas relacionados con los animales no humanos, Universidad de Birmingham, abril de 2015.

Licenciado en 1999 en filosofía en la Universidad de Santiago de Compostela (USC), Horta se doctoró en la misma especialidad por la USC en 2007, con una tesis titulada Un desafío para la bioética: la cuestión del especismo, la primera sobre ética animal en el mundo de habla hispana. De 2005 a 2009, dio clases en la USC como profesor del Departamento de Lógica y Filosofía Moral de dicha universidad. Posteriormente, fue miembro investigador en la Fundación Española para la Ciencia y la Tecnología entre 2009 y 2011, siendo investigador visitante en la Universidad Rutgers. Volvió como profesor a la USC en 2011. Es autor de varios libros en el ámbito de la filosofía moral y, en particular, de la ética animal.
Horta es uno de los cofundadores de la Fundación Ética Animal, con sede internacional en Oakland, Estados Unidos. Previamente fue portavoz de otras organizaciones, como ALA-Alternativa para la Liberación Animal y para la Fundación Equanimal. Es miembro asesor del Sentience Institute, del Center for Animal Ethics (UPF) y de la Organization for the Prevention of Intense Suffering.

## Especismo
Horta ha definido el especismo como la discriminación de quienes no pertenecen a una o varias especies, entendiendo por discriminación una consideración o trato desigual injustificado. Esta es una concepción normativa, no meramente descriptiva, de dicha idea. Lo que esto quiere decir es que, según esta concepción, si tratar a los animales de diferentes especies de manera desventajosa para estos está justificado, entonces no puede considerarse discriminatorio y no es un caso de especismo. La posición de Horta también niega que el especismo se limite a la discriminación basada únicamente en la especie. Por el contrario, conforme a esta, son especistas todas las formas de discriminación dirigida contra todos aquellos individuos que no son miembros de una determinada especie, independientemente de que el motivo sea la mera pertenencia a la especie u otras razones (como la posesión de capacidades cognitivas complejas). Ha argumentado a favor de esta posición por analogía con el sexismo o el racismo, que suelen incluir la discriminación de las mujeres o de las personas racializadas en función de criterios como sus supuestas capacidades (no sólo el género, el sexo, la ascendencia o los rasgos físicos). La posición de Horta sobre el especismo coincide con la de Joan Dunayer en que también ha argumentado que la discriminación contra los animales no humanos es sólo un caso de especismo, que puede denominarse especismo antropocéntrico, porque también es posible discriminar a algunos animales no humanos en comparación con otros de manera especista.

## Sufrimiento de los animales salvajes
Horta argumenta que, en contra de la visión «idílica» que se tiene de la naturaleza, los animales sufren de forma significativa debido a distintas causas, las cuales incluyen enfermedades, depredación, exposición, hambre y otros peligros. Defiende que existen razones para actuar para proteger a los animales de este sufrimiento. Jeff McMahan afirma que su interés en el campo del sufrimiento de los animales salvajes es debido a Horta.

## Obras principales
Libros
- 2008. La filosofía moral de J. Ferrater Mora, Girona: Documenta Universitaria.[15]
- 2017. Un paso adelante en defensa de los animales, Madrid: Plaza y Valdés.[16][17]
- 2019. Na defensa dos animais, Rianxo: Axóuxere Editora.

Otras publicaciones
- — (2010a). «Debunking the Idyllic View of Natural Processes: Population Dynamics and Suffering in the Wild”». Télos 17 (1): 73-88.[18]
- — (2010b). «The Ethics of the Ecology of Fear against the Nonspeciesist Paradigm: a Shift in the Aims of Intervention in Nature». Between the Species 13 (10): 163-187.[18]
- — (2010c). «El fracaso de las respuestas al argumento de la superposición de especies. Parte 1: la relevancia moral de los contraejemplos a las defensas del antropocentrismo». Astrolabio. Revista Internacional de Filosofía (10): 55-85.[19]
- — (2010d). «El fracaso de las respuestas al argumento de la superposición de especies. Parte 2: consideración honoraria y evolución general del argumento». Astrolabio. Revista Internacional de Filosofía (10): 85-104.[20]
- — (2010e). Igualitarismo, igualación a la baja, antropocentrismo y valor de la vida. Revista de Filosofía 35 (1). pp. 133-152.[21]
- — (2013). «Zoopolis, Intervention, and the State of Nature». LEAP: Laws, Ethics and Philosophy (1): 113-125.[18]
- — (2010f). «What is speciesism?». Journal of Agricultural and Environmental Ethics 23 (3): 243-266.[22]
- — (2011a). «La cuestión de la personalidad legal más allá de la especie humana». Isonomía: Revista de Teoría y Filosofía del Derecho (34): 55-83.[23]
- — (2011b). «La cuestión del mal natural: bases evolutivas de la prevalencia del desvalor». Ágora: Papeles de Filosofía 30 (2): 57-75.[24]
- — (2013a). «Expanding global justice: The case for the international protection of animals». Global Policy 4 (4): 371-380.[24]
- — (2013b). «Zoopolis, intervention, and the state of nature». LEAP: Laws, Ethics and Philosophy (1): 113-125.[25]
- — (2014a). «The scope of the argument from species overlap». Journal of Applied Philosophy 31 (2): 142-154.[26]
- 2016. "Igualitarismo, igualação por baixo, antropocentrismo e valor da vida". Synesis. 8: 216-239.
- 2018. "Concern for Wild Animal Suffering and Environmental Ethics: What Are the Limits of the Disagreement?". The Ethical Forum. 13: 85-100.
- 2018. "Moral considerability and the argument from relevance". Journal of Agricultural and Environmental Ethics 31 (3): 369-88.

Capítulos de libros y entradas en enciclopedias
- 2017. "Population Dynamics Meets Animal Ethics", en Garmendia, Gabriel & Woodhall, Andrew (eds.) Ethical and Political Approaches to Nonhuman Animal Issues: Towards an Undivided Future. Basingstoke: Palgrave Macmillan, 365-389.
- 2017. "The Idea of Moral Personhood under Fire", en Miguens, Sofia; Morando, Clara & Vieira da Cunha, Rui (eds.) From Minds to Persons. Porto: FLUP, 2014, 223-238.
- 2013. "Animals, Moral Status of", en LaFollette, Hugh (ed.), International Encyclopedia of Ethics, Hoboken: Wiley Blackwell, 2013, 292-302.
- 2012. "Tomándonos en serio la consideración moral de los animales: más allá del especismo y el ecologismo", en Rodríguez Carreño, Jimena (ed.) Animales no humanos entre animales humanos. Madrid: Plaza y Valdés, 191-226.

## Premios
- Premio de Ensayo Ferrater Mora (2007)[27][28]